# Ondogurvel alifanovi
Ondogurvel alifanovi es la única especie conocida del género extinto Ondogurvel es un género representado por una única especie diminuta de dinosaurio terópodo alvarezsáurido, que vivió a finales del período Cretácico, hace aproximadamente 72 millones de años en el Campaniense, en lo que hoy es Asia. Sus restos provienen de la Formación Barun Goyot del Cretácico Superior, en el sur de Mongolia. Es conocida a partir de un esqueleto parcial que consta de fragmentos de dos últimas vértebras dorsales, tres vértebras sacras anteriores, ilion derecho , pubis e isquion izquierdo y derecho, tibia derecha articulada, peroné, metatarsianos II y IV, y falanges IV-1 y IV-2, carpometacarpo derecho, falange manual izquierda y derecha II-1, fémur derecho , falange pedal izquierda II-1 y fragmentos de falanges no identificadas.
Ondogurvel era un terópodo bípedo. Al igual que otros parvicursorinos, tenía un húmero robusto y patas traseras largas que sugerían un estilo de vida cusorial. Es único porque, a diferencia de todos los demás alvarezsáuridos, tiene los metartarsianos II y IV completamente fusionados a lo largo de su área de contacto. En 2022, la especie tipo Ondogurvel alifanovi fue nombrada y descrita por Alexander O. Averianov y Alexey V. Lopatin. El nombre genérico, Ondogurvel combina las palabras mongolas өндөг "ondo", que significa huevo, y гүрвэл "gurvel", que significa lagarto. El nombre específico, O. alifanovi honra al difunto paleontólogo ruso Vladimir Alifanov, quien encontró el espécimen holotipo, IN 5838/1 en 1999.
Averianov y Lopatin en 2022 ubican a Ondogurvel en la subfamilia Parvicursorinae de Alvarezsauridae. Recuperaron que Ondogurvel formó un clado con Xixianykus y Albinykus que tienen metatarsianos II y IV coosificados proximalmente. El artículo descriptivo también propone que la "drástica diferencia en la morfología del carpometacarpus a través de Parvicursorinae puede sugerir una profunda divergencia entre los linajes parvicursorine representados por el alvarezsáurido de Bissekty y Linhenykus - Mononykus - Ondogurvel". A continuación se muestra la filogenia según Averianov y Lopatin del 2022.
|  | Linhenykus                                                  |
|  |                                                             |
|  | \| \| Ceratonykus \| \| \| \| \| \| Parvicursor \| \| \| \| |
|  |                                                             |
|  | Ceratonykus                                                 |
|  |                                                             |
|  | Parvicursor                                                 |
|  |                                                             |

|  | Ceratonykus |
|  |             |
|  | Parvicursor |
|  |             |

|  | Mononykus |
|  |           |
|  | Shuvuuia  |
|  |           |

|  | Xixianykus                                               |
|  |                                                          |
|  | \| \| Albinykus \| \| \| \| \| \| Ondogurvel \| \| \| \| |
|  |                                                          |
|  | Albinykus                                                |
|  |                                                          |
|  | Ondogurvel                                               |
|  |                                                          |

|  | Albinykus  |
|  |            |
|  | Ondogurvel |
|  |            |

|  | Mononykus |
|  |           |
|  | Shuvuuia  |
|  |           |

|  | Xixianykus                                               |
|  |                                                          |
|  | \| \| Albinykus \| \| \| \| \| \| Ondogurvel \| \| \| \| |
|  |                                                          |
|  | Albinykus                                                |
|  |                                                          |
|  | Ondogurvel                                               |
|  |                                                          |

|  | Albinykus  |
|  |            |
|  | Ondogurvel |
|  |            |

|  | Linhenykus                                                  |
|  |                                                             |
|  | \| \| Ceratonykus \| \| \| \| \| \| Parvicursor \| \| \| \| |
|  |                                                             |
|  | Ceratonykus                                                 |
|  |                                                             |
|  | Parvicursor                                                 |
|  |                                                             |

|  | Ceratonykus |
|  |             |
|  | Parvicursor |
|  |             |

|  | Mononykus |
|  |           |
|  | Shuvuuia  |
|  |           |

|  | Xixianykus                                               |
|  |                                                          |
|  | \| \| Albinykus \| \| \| \| \| \| Ondogurvel \| \| \| \| |
|  |                                                          |
|  | Albinykus                                                |
|  |                                                          |
|  | Ondogurvel                                               |
|  |                                                          |

|  | Albinykus  |
|  |            |
|  | Ondogurvel |
|  |            |

|  | Mononykus |
|  |           |
|  | Shuvuuia  |
|  |           |

|  | Xixianykus                                               |
|  |                                                          |
|  | \| \| Albinykus \| \| \| \| \| \| Ondogurvel \| \| \| \| |
|  |                                                          |
|  | Albinykus                                                |
|  |                                                          |
|  | Ondogurvel                                               |
|  |                                                          |

|  | Albinykus  |
|  |            |
|  | Ondogurvel |
|  |            |

|  | Linhenykus                                                  |
|  |                                                             |
|  | \| \| Ceratonykus \| \| \| \| \| \| Parvicursor \| \| \| \| |
|  |                                                             |
|  | Ceratonykus                                                 |
|  |                                                             |
|  | Parvicursor                                                 |
|  |                                                             |

|  | Ceratonykus |
|  |             |
|  | Parvicursor |
|  |             |

|  | Mononykus |
|  |           |
|  | Shuvuuia  |
|  |           |

|  | Xixianykus                                               |
|  |                                                          |
|  | \| \| Albinykus \| \| \| \| \| \| Ondogurvel \| \| \| \| |
|  |                                                          |
|  | Albinykus                                                |
|  |                                                          |
|  | Ondogurvel                                               |
|  |                                                          |

|  | Albinykus  |
|  |            |
|  | Ondogurvel |
|  |            |

|  | Mononykus |
|  |           |
|  | Shuvuuia  |
|  |           |

|  | Xixianykus                                               |
|  |                                                          |
|  | \| \| Albinykus \| \| \| \| \| \| Ondogurvel \| \| \| \| |
|  |                                                          |
|  | Albinykus                                                |
|  |                                                          |
|  | Ondogurvel                                               |
|  |                                                          |

|  | Albinykus  |
|  |            |
|  | Ondogurvel |
|  |            |

|  | Linhenykus                                                  |
|  |                                                             |
|  | \| \| Ceratonykus \| \| \| \| \| \| Parvicursor \| \| \| \| |
|  |                                                             |
|  | Ceratonykus                                                 |
|  |                                                             |
|  | Parvicursor                                                 |
|  |                                                             |

|  | Ceratonykus |
|  |             |
|  | Parvicursor |
|  |             |

|  | Mononykus |
|  |           |
|  | Shuvuuia  |
|  |           |

|  | Xixianykus                                               |
|  |                                                          |
|  | \| \| Albinykus \| \| \| \| \| \| Ondogurvel \| \| \| \| |
|  |                                                          |
|  | Albinykus                                                |
|  |                                                          |
|  | Ondogurvel                                               |
|  |                                                          |

|  | Albinykus  |
|  |            |
|  | Ondogurvel |
|  |            |

|  | Mononykus |
|  |           |
|  | Shuvuuia  |
|  |           |

|  | Xixianykus                                               |
|  |                                                          |
|  | \| \| Albinykus \| \| \| \| \| \| Ondogurvel \| \| \| \| |
|  |                                                          |
|  | Albinykus                                                |
|  |                                                          |
|  | Ondogurvel                                               |
|  |                                                          |

|  | Albinykus  |
|  |            |
|  | Ondogurvel |
|  |            |